# Oude Kerk (Amsterdam)

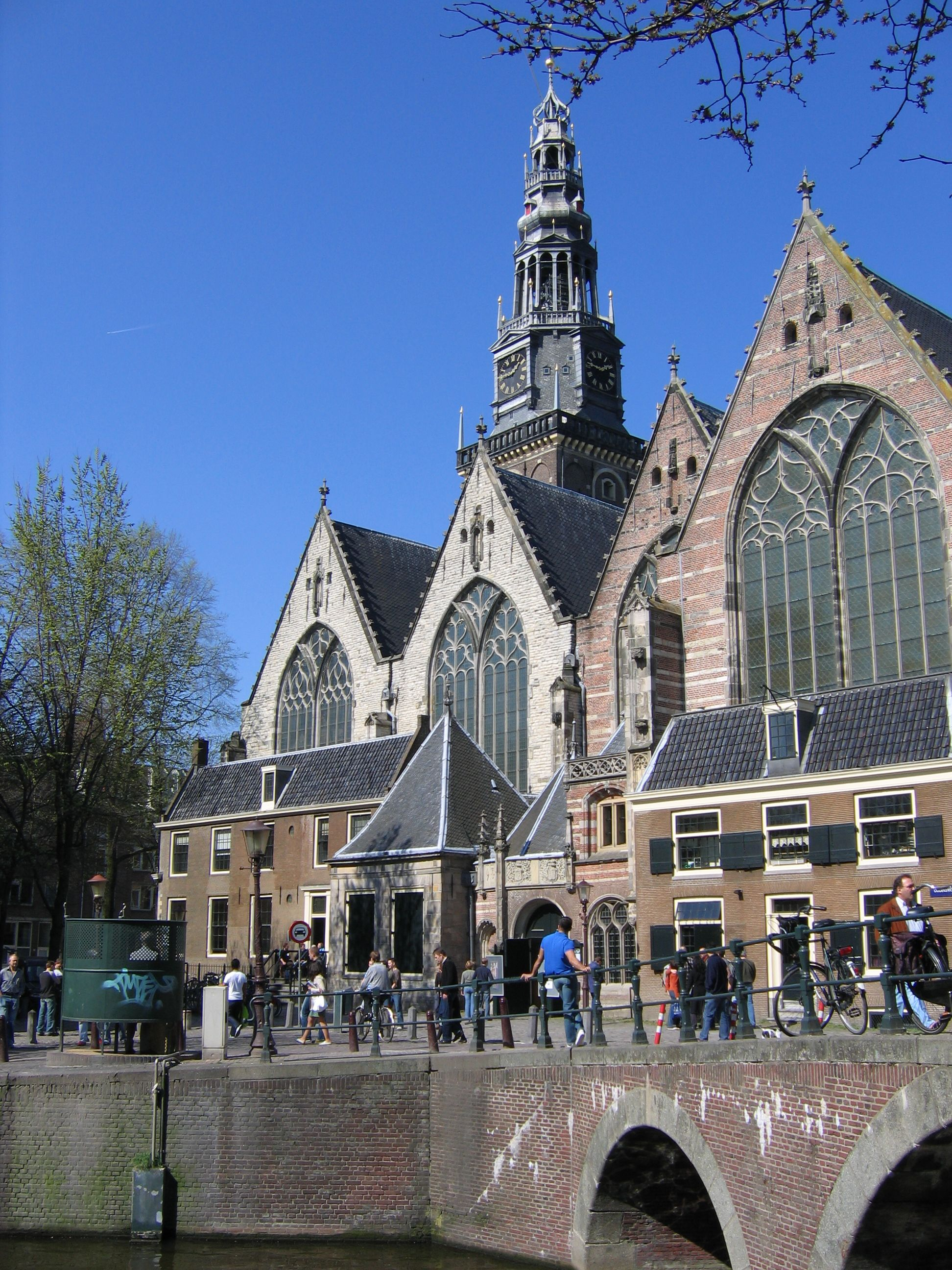
Die Kirche wurde nicht freigelegt, noch immer grenzen frühere Bürgerhäuser direkt an die Fassade

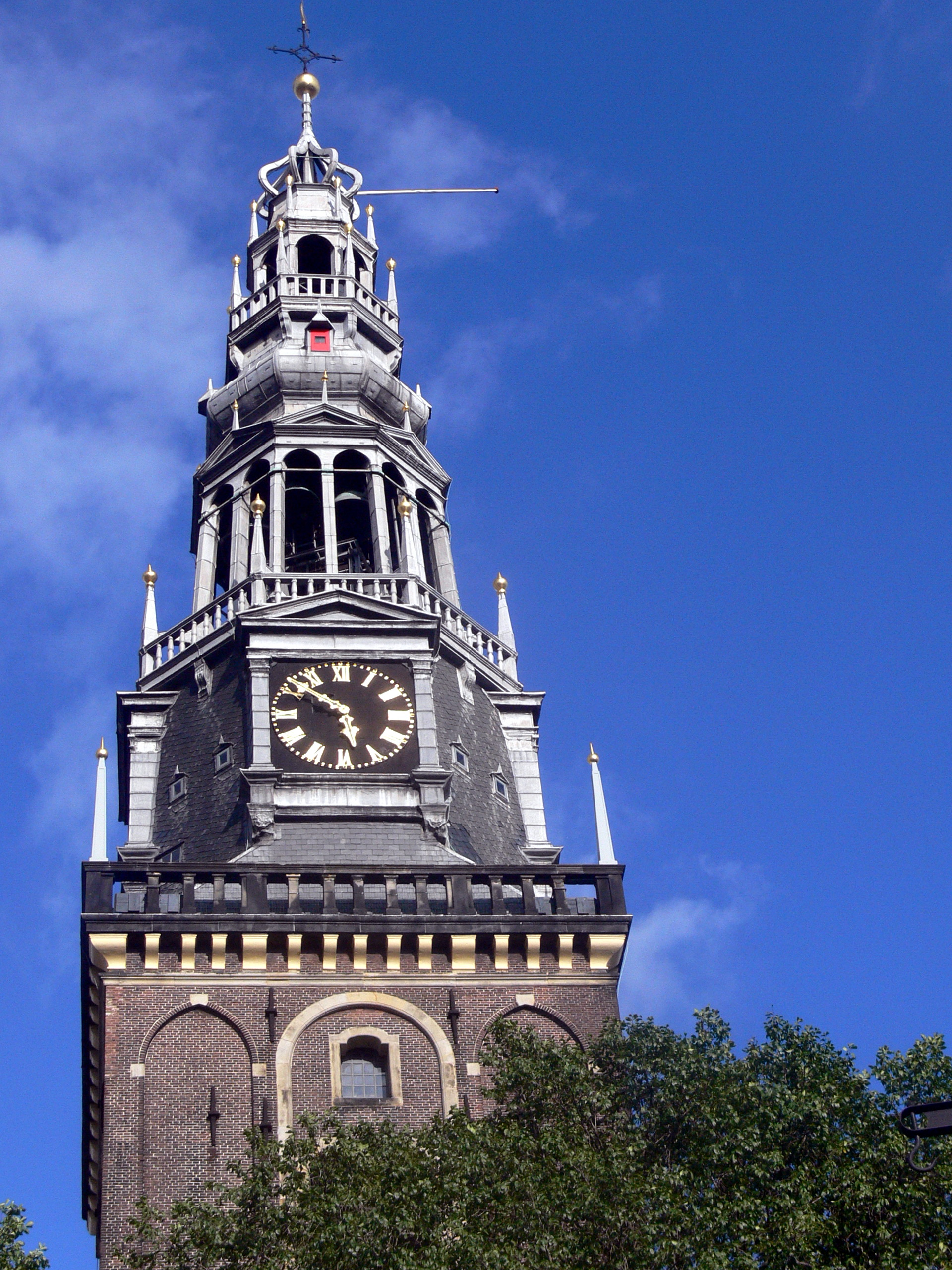
Barock geprägter Turmhelm

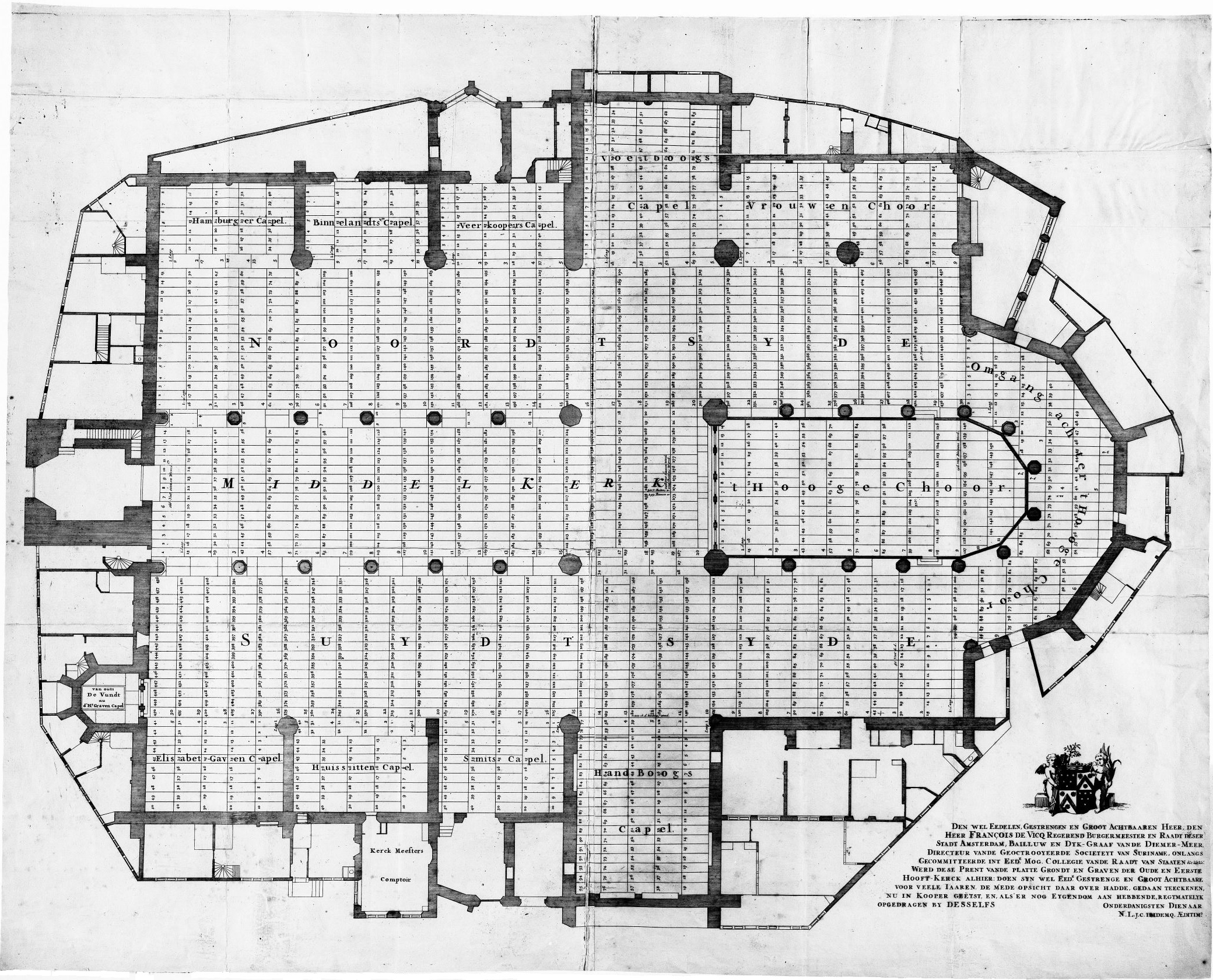
Grundriss

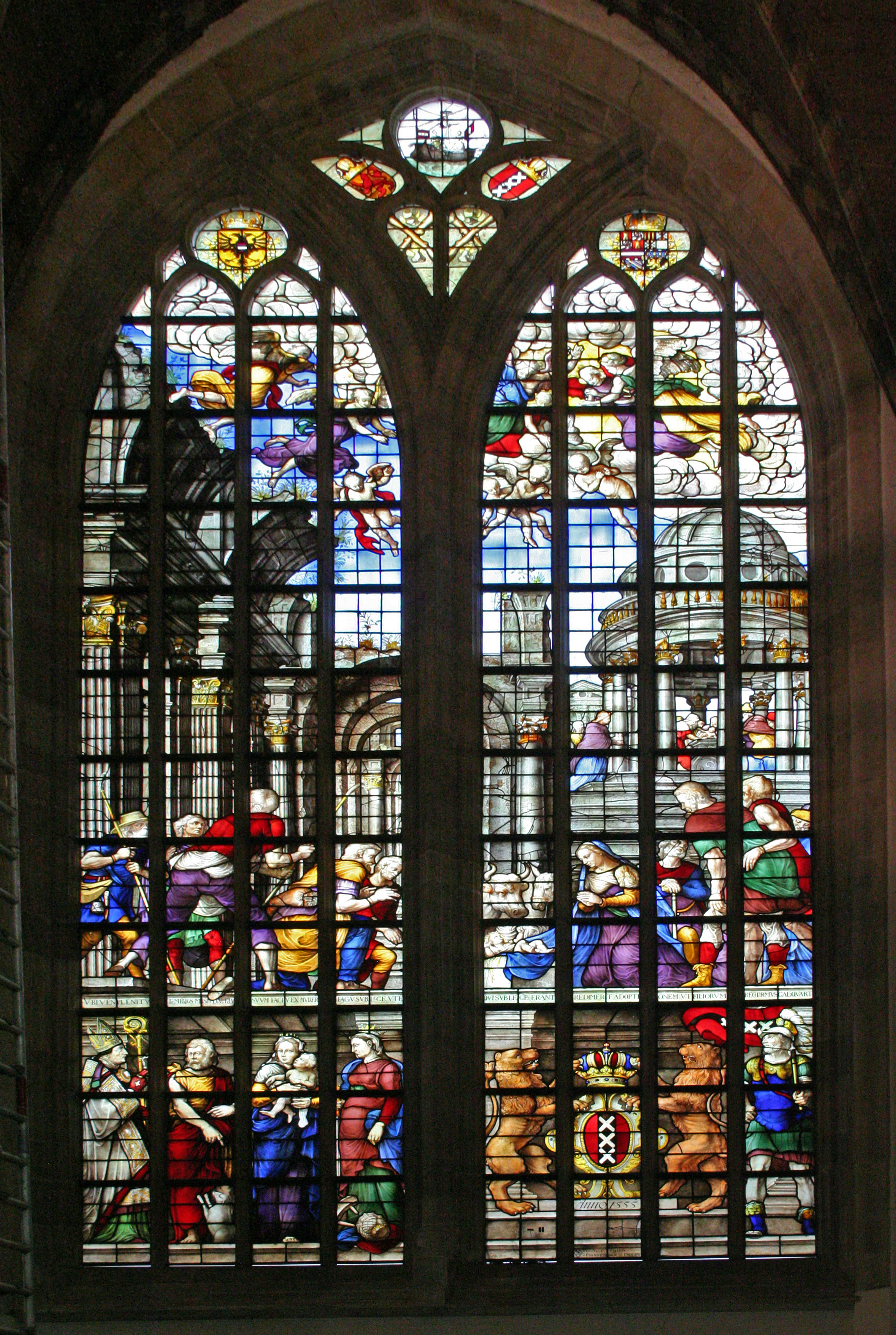
Kirchenfenster der Oude Kerk

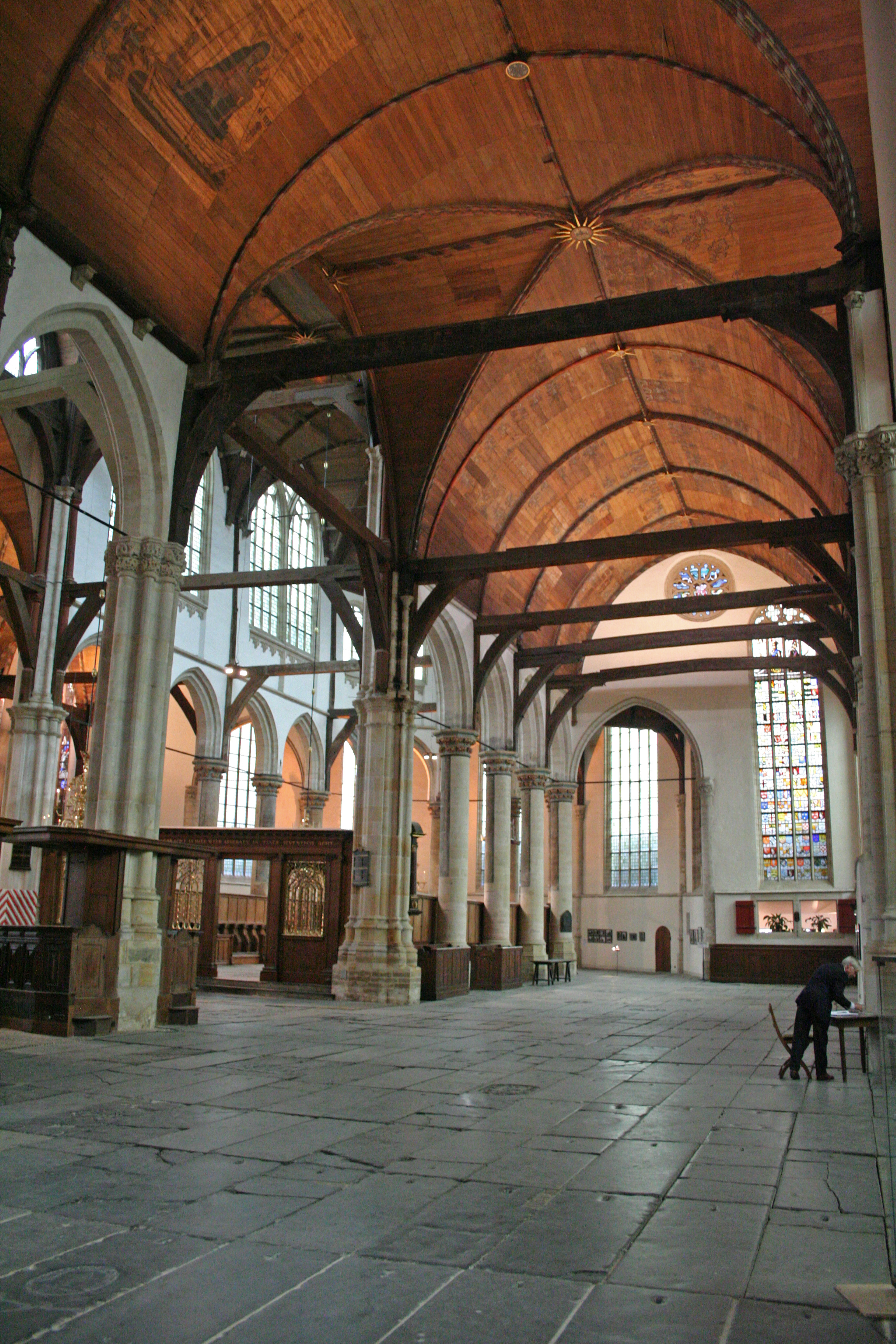
Hölzerne Dachkonstruktion der Oude Kerk (Seitenschiff)

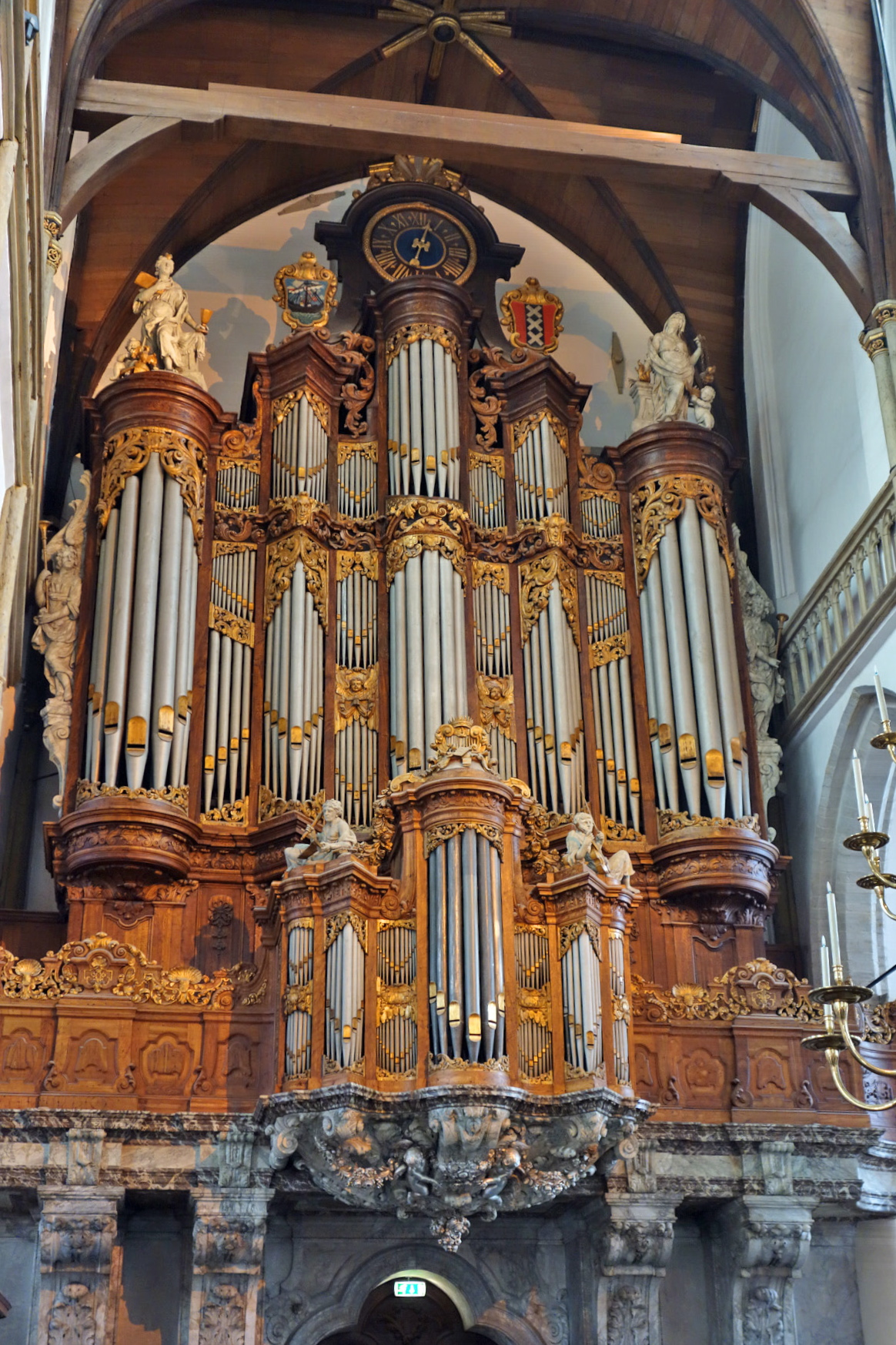
Christian-Vater-Orgel (1726)

Die Oude Kerk (deutsch Alte Kirche) ist ein protestantisches Kirchengebäude  und  das älteste erhaltene Bauwerk in der niederländischen Hauptstadt Amsterdam. Sie befindet sich im Amsterdamer Rotlichtviertel (De Wallen). Die Kirche wurde vorreformatorisch  im Jahre 1306 dem Patrozinium  des heiligen Nikolaus anvertraut. Neben Gottesdiensten finden Ausstellungen und Konzerte in der Kirche statt.

## Geschichte
Am Standort der Oude Kerk befand sich im 13. Jahrhundert eine kleine hölzerne Kapelle mit Friedhof. Mutterkirche war die Kirche von Ouderkerk, doch wuchs die Kirche in Amsterdam schnell und wurde 1334 selbständige Pfarrkirche, die zu Ehren des heiligen Nikolaus geweiht war. Zu Beginn des 15. Jahrhunderts wurde von dieser die am städtischen Hauptplatz Dam gelegene Nieuwe Kerk (Neue Kirche) abgepfarrt, woher sich die jeweiligen Bezeichnungen ableiten.
Der hölzerne Ursprungsbau der Kirche war in der 2. Hälfte des 13. Jahrhunderts durch einen steinernen Saalbau ersetzt worden. Nach 1300 erfolgte der Bau einer dreischiffigen Hallenkirche, die vermutlich die erste Hallenkirche der Niederlande war. Um 1330 erhielt die Kirche einen neuen Chor, zwischen 1330 und 1350 wurden breitere Seitenschiffe angefügt. In späterer Zeit wurde die Kirche nach Osten vergrößert und ein fünfseitiger Chorumgang gebaut. 1380–1412 erfolgte im Norden der Anbau der Georgskapelle, 1450–1460 im Süden der Anbau der Sebastianskapelle. Im 16. Jahrhundert wurde das Kirchenschiff erhöht und der Turm vergrößert.
Im Mittelalter war die Kirche, zeitweise nur teilweise, mit Buntglasfenstern ausgestattet, die die Kirche in unterschiedlichen Farbvarianten belichteten. Die drei Buntglasfenster links im Frauenchor sind die einzigen Fenster aus der vorreformatorischen Zeit. Die zwei östlichen Fenster wurden restauriert. Auf dem linken ist Maria auf ihrem Sterbebett mit den umstehenden Aposteln abgebildet. 1566 fiel die mittelalterliche Ausstattung dem Reformatorischen Bildersturm zum Opfer, nach 1578 erfolgte eine Neugestaltung für den protestantischen Gottesdienst. Von 1584 bis 1611 diente die Kirche auch als Börse.
1951 musste die Kirche wegen Einsturzgefahr geschlossen werden und wurde 24 Jahre lang restauriert. Eine erneute Renovierung fand 1994–1998 statt.

## Begräbnisstätte
In der Oude Kerk befinden sich an die 2.500 Gräber, in denen etwa 10.000 Amsterdamer Bürger beigesetzt sind, darunter:
- Jacob van Heemskerck, Admiral von Holland
- Jan Pieterszoon Sweelinck, niederländischer Organist an der Oude Kerk und Komponist
- Adriaen Block, Händler und Kartograph
- Jakob Dircksz de Graeff, Regent von Amsterdam
- Cornelis de Graeff, niederländischer Politiker und Regent von Amsterdam
- Andries de Graeff, niederländischer Politiker und Regent von Amsterdam
- Pieter Lastman, Künstler
- Willem van der Zaan, niederländischer Admiral
- Laurens Bake, Poet und Dichter
- Abraham van der Hulst, niederländischer Admiral
- Saskia van Uylenburgh, Ehefrau von Rembrandt van Rijn
- Andries Bicker, niederländischer Politiker und Regent von Amsterdam
- Cornelis Hooft, Regent von Amsterdam
- Jan Jacobszoon Hinlopen, Kaufmann, Regent von Amsterdam
- Kiliaen van Rensselaer, einer der Gründer von Neu Amsterdam in Manhattan, heutzutage als New York bekannt.
- Frans Banning Cocq, Kapitän in Rembrandt van Rijns Gemälde Die Nachtwache
- Johann Gottlieb Plüschke, deutscher Theologe und Direktor des theologischen Seminars zu Amsterdam

## Orgeln

### Große Orgel
Die heutige große Orgel wurde 1724 bis 1726 von Christian Vater, einem Schüler von Arp Schnitger, mit 45 Registern in norddeutscher Tradition gebaut. Sie ersetzte das Instrument von Hendrik Niehoff, an dem Jan Pieterszoon Sweelinck 44 Jahre Organist war. Nicht geklärt ist, wie Vater den Auftrag für den Neubau in Amsterdam erhielt. Möglicherweise stellte sein Mitarbeiter Matthias Schultze die Verbindung her. Johann Caspar Müller, ein jüngerer Bruder von Christian Müller, erweiterte die Orgel 1742 um neun Register. Änderungen erfolgten 1869/1870 und 1879 durch Christian Gottlieb Friedrich Witte, der die Klaviaturen und die Traktur erneuerte sowie einige Register im romantischen Stil umdisponierte. Die Firma S. F. Blank rekonstruierte 1979 die Bälge und 1987 die Klaviaturen. In den Jahren 2015–2019 führte Orgelmakerij Reil eine umfassende Restaurierung des gewachsenen Zustands durch, wobei möglichst wenig Eingriffe in die Intonation vorgenommen wurden.

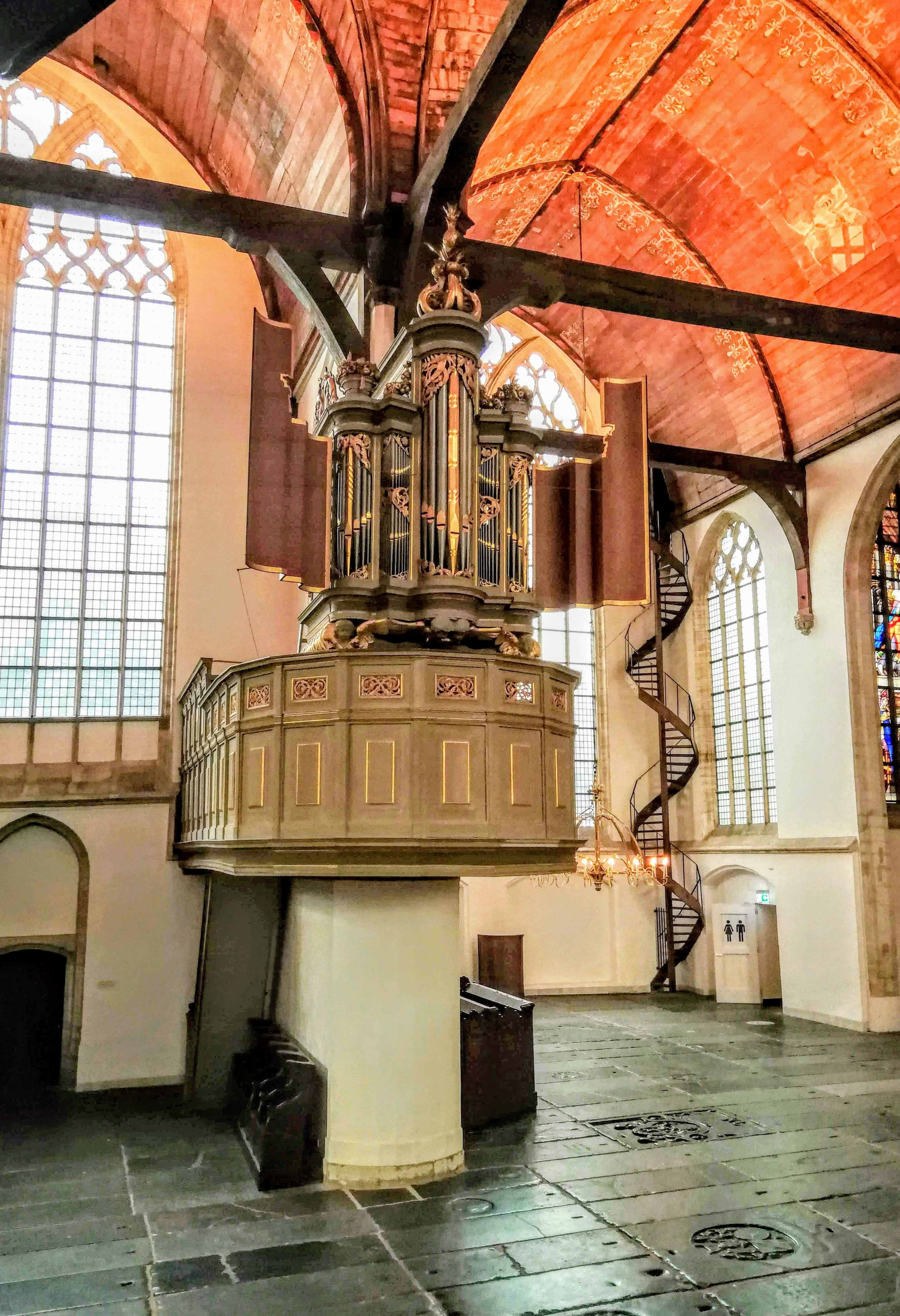
Kleine Orgel von Ahrend & Brunzema (1965)

| I Rugwerk C–c3 |                    |     |
| 01.            | Prestant           | 08′ |
| 02.            | Holpijp            | 08′ |
| 03.            | Quintadena         | 08′ |
| 04.            | Octaaf             | 04′ |
| 05.            | Gemshoorn          | 04′ |
| 06.            | Quint              | 03′ |
| 07.            | Octaaf             | 02′ |
| 08.            | Woudfluit          | 02′ |
| 09.            | Cornet disc V      |     |
| 10.            | Sexquialter II–IV0 |     |
| 11.            | Carillon III–IV    |     |
| 12.            | Mixtuur V–VIII     |     |
| 13.            | Scherp III–V       |     |
| 14.            | Fagot              | 16′ |
| 15.            | Trompet            | 08′ |
|                |                    |     |
|                | Tremulant          |     |

| II Hoofdwerk C–c3 |                      |     |
| 16.               | Prestant             | 16′ |
| 17.               | Bourdon              | 16′ |
| 18.               | Prestant             | 08′ |
| 19.               | Holpijp              | 08′ |
| 20.               | Quint                | 06′ |
| 21.               | Octaaf               | 04′ |
| 22.               | Roerfluit            | 04′ |
| 23.               | Roerquint            | 03′ |
| 24.               | Octaaf               | 02′ |
| 25.               | Fluit                | 02′ |
| 26.               | Sexquialter disc IV0 |     |
| 27.               | Mixtuur V–VIII       |     |
| 28.               | Scherp IV–VI         |     |
| 29.               | Trompet              | 16′ |
| 30.               | Trompet              | 08′ |
|                   |                      |     |
|                   | Tremulant            |     |

| III Bovenwerk C–c3 |                 |     |
| 31.                | Quintadena      | 16′ |
| 32.                | Prestant        | 08′ |
| 33.                | Baarpijp        | 08′ |
| 34.                | Quintadena      | 08′ |
| 35.                | Viola di Gamba  | 08′ |
| 36.                | Octaaf          | 04′ |
| 37.                | Gemshoorn       | 04′ |
| 38.                | Nasard          | 03′ |
| 39.                | Sexquialter IV0 |     |
| 40.                | Cymbel III      |     |
| 41.                | Trompet         | 08′ |
| 42.                | Dulciaan        | 08′ |
| 43.                | Vox Humana      | 08′ |
|                    |                 |     |
|                    | Tremulant       |     |

| Pedal C–d1 |             |     |
| 44.        | Prestant    | 16′ |
| 45.        | Subbas      | 16′ |
| 46.        | Prestant    | 08′ |
| 47.        | Roerquint   | 06′ |
| 48.        | Octaaf      | 04′ |
| 49.        | Nachthoorn0 | 02′ |
| 50.        | Mixtuur VI  |     |
| 51.        | Bazuin      | 16′ |
| 52.        | Trompet     | 08′ |
| 53.        | Trompet     | 04′ |
| 54.        | Zink        | 02′ |

- Koppeln: I/II, III/II, II/P
- Stimmung: ca. 1⁄8 über a1 = 440 Hz, gleichschwebend

### Kleine Orgel
Im Jahr 1544 baute Niehoff eine kleine Orgel (II/P/13) im Querschiff, die 1658 von Hans Wolff Schonat ersetzt wurde. Orgelbauer J. C. Friedrichs verwendete das Pfeifenwerk 1823 für die Orgel in der Zuiderkerk, während das Gehäuse in der Oude Kerk verblieb. Im 19. Jahrhundert führten Umdisponierungen zu einer Veränderung des Klangbilds. Als die Zuiderkerk 1929 geschlossen wurde, erwarb die Oosterkerk in Aalten die Orgel. Dort wurde 1977 die Friedrichs-Orgel rekonstruiert. Das Schonat-Pfeifenwerk gelangte 1975 an die Groene of Willibrordkerk in Oegstgeest. In der Oude Kerk rekonstruierten Ahrend & Brunzema 1965 die Schonat-Orgel anhand der 1773 von Joachim Hess überlieferten Disposition, ergänzt um ein Gemshoorn 2′, hinter dem alten Gehäuse von Schonat. Die gleichstufige Stimmung wurde im Jahr 2002 in eine mitteltönige Stimmung verändert. Die Pfeifen der Octaaf 2′ wurden eingekürzt und für ein Sifflet 1 1⁄3′ wiederverwendet und die Quint 3′ zu einer Fluit 4′ umgearbeitet. Die Disposition lautet seitdem wie folgt:
| I Hoofdwerk C–d3 |       |
| Prestant         | 08′   |
| Quintadeen       | 08′   |
| Holpijp          | 08′   |
| Octaaf           | 04′   |
| Fluit            | 04′   |
| Gemshoorn        | 02′   |
| Sifflet          | 1 ⁄3′ |
| Mixtuur IV–VI0   |       |
| Scherp IV–VI     |       |
| Trompet          | 08′   |

| II Borstwerk C–d3 |    |
| Gedekt            | 8′ |
| Prestant0         | 4′ |
| Octaaf            | 2′ |
| Dulciaan          | 8′ |

| Pedaal C–d1 |     |
| Bourdon0    | 16′ |
| Prestant    | 08′ |
| Trompet     | 08′ |

- Koppeln: I/P, II/P
- Tremulant

## Glocken und Carillon
In der Glockenstube hängen vier Glocken: Glaube (b0, ≈3.700 kg, ø 1.750 mm), Hoffnung (d1, ø 1.400 mm), Liebe (f1, ø 1.170 mm) und Freiheit (b1, ø 870 mm). Die Glocken hängen an verkröpften Jochen und werden seit jeher von Hand geläutet.
In der unteren Laterne des Turmhelms hängt ein Carillon, das ursprünglich im Jahre 1658 von François Hemony gegossen wurde. Die Tonfolge reicht von b0 (≈3.400 kg), c1, d1 chromatisch bis b4. Von den ursprünglichen 35 Hemony-Glocken sind heute nur noch die größten 14 erhalten (b0 bis cis2), die anderen sind von Eijsbouts. Das Glockenspiel ist in mitteltöniger Stimmung gestimmt. Der Stokkenspieltisch wurde 1991 von der Glockengießerei Eijsbouts gebaut.
In der darüberliegenden Turmlaterne befindet sich eine Uhrschlagglocke aus dem Jahre 1505.
Im Dachreiter über der Vierung hängt seit 2006 anstelle einer Vorgängerin wieder eine Angelusglocke (ø 770 mm) aus der Glockengießerei Eijsbouts, die zum Vaterunser geläutet wird.